# Panji Tisna
Panji Tisna (oude spelling tot 1970 Pandji Tisna) voluit Anak Agung Panji Tisna (Singaraja, 11 februari 1908 – 2 juni 1978), ook bekend als Anak Agung Nyoman Pandji Tisna of I Gusti Nyoman Pandji Tisna, was de elfde generatie van de Pandji Sakti-dynastie van het koningschap Buleleng in het noorden van Bali te Indonesië. Hij volgde in 1944 zijn vader, Anak Agung Putu Djelantik, op. Hij is vooral bekend als koning van Noord-Bali én als een van de beroemdste schrijvers van Bali. Daarnaast was hij een pionier in het ontwikkelen van het toerisme naar Bali.
Zijn romans speelden zich altijd af in Bali, speciaal in de hoofdstad Singaraja en werden gepubliceerd door Balai Pustaka. Veel van zijn korte verhalen werden uitgebracht in het blad Terang Bulan dat in Surabaya werd uitgegeven. Hij schreef ook gedichten zoals Ni Poetri, dat uitgebracht werd in het blad Poedjangga Baroe te Jakarta.
Panji Tisna bouwde in 1953 een vakantievilla in het dorpje Tukad Cebol (nu heet het Kaliasem). Daar schreef hij veel van zijn werk en ontving hij allerlei gasten, ook uit het buitenland. Hij noemde zijn villa Lovina, wat een samentrekking is van de woorden Love Indonesia. Hij bouwde daarnaast verschillende vakantiehuisjes voor zijn gasten, waarmee het toerisme in deze streek op gang kwam. Dat gebied staat daarom nu officieel bekend als Pantai Lovina of Lovina Beach in het Engels. Vanwege deze inzet staat hij ook bekend als de vader van het Balinese toerisme. In 2003, kende de Balinese overheid hem daarom postuum de "Karya Karana Award" toe.
Gedurende zijn koningschap werd hij van 1946-1947 de voorzitter in de Raad van de Balinese koningen (Paruman Agung) en was daarnaast regent van Buleleng. Hij was ook uniek omdat hij - als tot het christendom overgegane - koning werd over een (deel van het) voornamelijk hindoeïstische eiland. Hij is daarom ook niet na zijn overlijden gecremeerd, maar als enige Balinese koning alleen begraven.

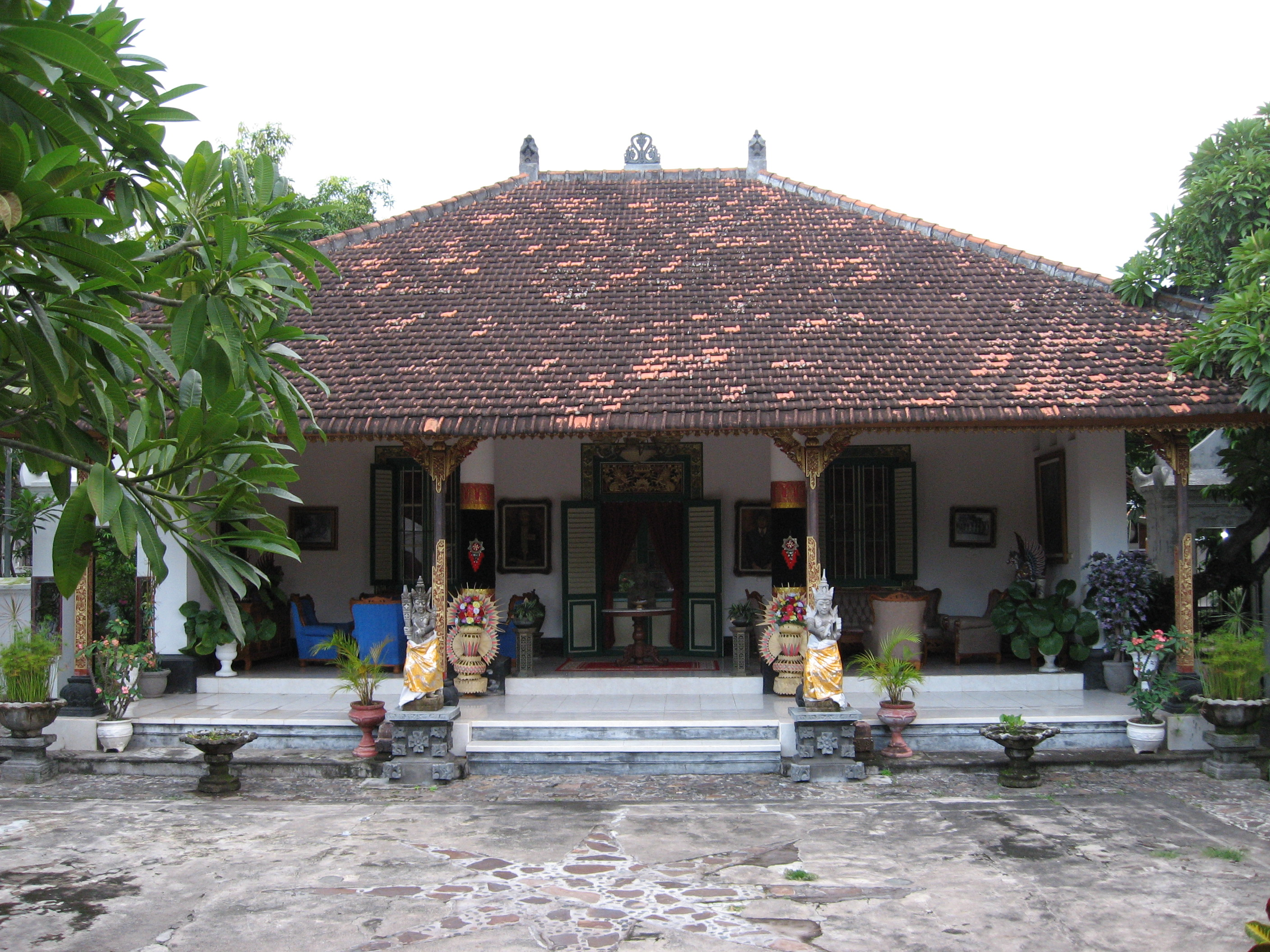
Hoofdgebouw Koninklijk Paleis te Singaraja

## Belangrijkste publicaties
- I Made Widiadi (Kembali kepada Tuhan) (1955)
- I Swasta Setahun di Bedahulu (1938)
- Sukreni Gadis Bali (1936) of The Rape of Sukreni
- Ni Rawit Ceti Penjual Orang (1935)

- Gemeinsame Normdatei: 1133041396
- International Standard Name Identifier: 0000 0000 8294 5470
- Library of Congress Control Number: n82164744
- Bibliotheek van het Japanse parlement: 00452071
- Nederlandse Thesaurus van Auteursnamen: 067509983
- Système universitaire de documentation: 113047800
- Trove: 1152011
- Virtual International Authority File: 109300333
- WorldCat: E39PBJdcvC3TKWgBq9hYJmhCQq